# Phippsia algida
Phippsia algida là một loài thực vật có hoa trong họ Hòa thảo. Loài này được (Sol.) R.Br. miêu tả khoa học đầu tiên năm 1823.